# Meunasah Bie
Meunasah Bie is een bestuurslaag in het regentschap Pidie Jaya van de provincie Atjeh, Indonesië. Meunasah Bie telt 948 inwoners (volkstelling 2010).